# Areale
L'areale è la superficie abitata da un taxon, di solito una specie.
Taxa che occupano areali vastissimi vengono detti "cosmopoliti" mentre quelli che occupano areali estremamente ridotti si dicono "endemici".

## Areale primario e secondario
L'areale, inteso in senso biogeografico, è un'entità dinamica e in continua evoluzione. La prima distinzione da fare è tra areale "primario" e "secondario".
Areale primario è quello che storicamente è occupato dalla specie, l'area in cui la specie si è evoluta e a cui, di solito, è meglio adattata; areale secondario è quello in cui la specie, spontaneamente o grazie all'intervento umano, si è diffusa successivamente.
Esempio è il caso dell'airone guardabuoi, che ha il suo areale primario in Asia, Africa ed Europa meridionale, ma che si è diffuso a partire dagli anni trenta del secolo scorso in quasi tutto il continente americano, o il caso del passero che, grazie all'introduzione da parte dell'uomo, si è diffuso in America del Nord, arrivando a formare razze locali. Un caso estremo è quello del muflone, che si è estinto nel suo areale primario mediorientale e ha mantenuto popolazioni libere solo in Sardegna e Corsica, parti del suo areale secondario dove fu introdotto dai Romani.

## Tipologia dell'areale
Un areale può essere "continuo" o "discontinuo": continuo è quello che occupa un'area vasta e ininterrotta (naturalmente occupata solo negli ambienti adatti), in cui si suppone esistano scambi continui di materiale riproduttivo, come ad esempio nel caso del cuculo, mentre discontinuo è quell'areale costituito da piccole aree separate da vaste zone non popolate (un classico esempio, molto citato, è quello della pernice bianca diffusa in Islanda, Russia settentrionale, Scozia, Alpi e Pirenei).
Un areale costituito da piccole aree molto numerose e disperse prende il nome di "frammentato".
Un areale può variare tantissimo in estensione, da alcune specie (soprattutto commensali dell'uomo) con distribuzione cosmopolita ad altre con areale ridotto a una valle, una vetta, un bosco o perfino una pozza (come il Cyprinodon diabolis).

## Areale relitto
Si parla di areale relitto quando l'areale attuale occupa solo una parte limitata dell'estensione che aveva in epoca passata. Un esempio è quello della già citata pernice bianca, che all'epoca delle glaciazioni pleistoceniche era diffusa in gran parte d'Europa mentre attualmente si ritrova solo in alcune zone che hanno mantenuto caratteristiche ambientali adatte a questa specie.
Taxa di livello più elevato possono avere distribuzione relitta a livello mondiale, ad esempio gli anfibi urodeli della famiglia Plethodontidae sono presenti in buona parte delle Americhe (areale principale) e hanno popolazioni relitte in Sardegna, Italia centrosettentrionale e Corea.

## Areale gondwaniano
Alcuni taxa sono limitati ai continenti e alle isole australi come il phylum degli Onychophora, diffuso in America Meridionale, Africa meridionale, India, Indonesia, Australia e Nuova Zelanda, il genere di Fagaceae Nothofagus o faggi australi, diffusi con varie specie in Sudamerica, Australia e Nuova Zelanda o i pesci Galaxiidae, presenti sulle coste e nei fiumi dell'emisfero sud.
Questo tipo di distribuzione è detta gondwaniana dal nome del supercontinente australe Gondwana (comprendente le attuali Africa, Antartide, India, Oceania, Madagascar e America meridionale), ove si crede che abbiano avuto origine questi gruppi durante l'era Mesozoica.

## Esempi

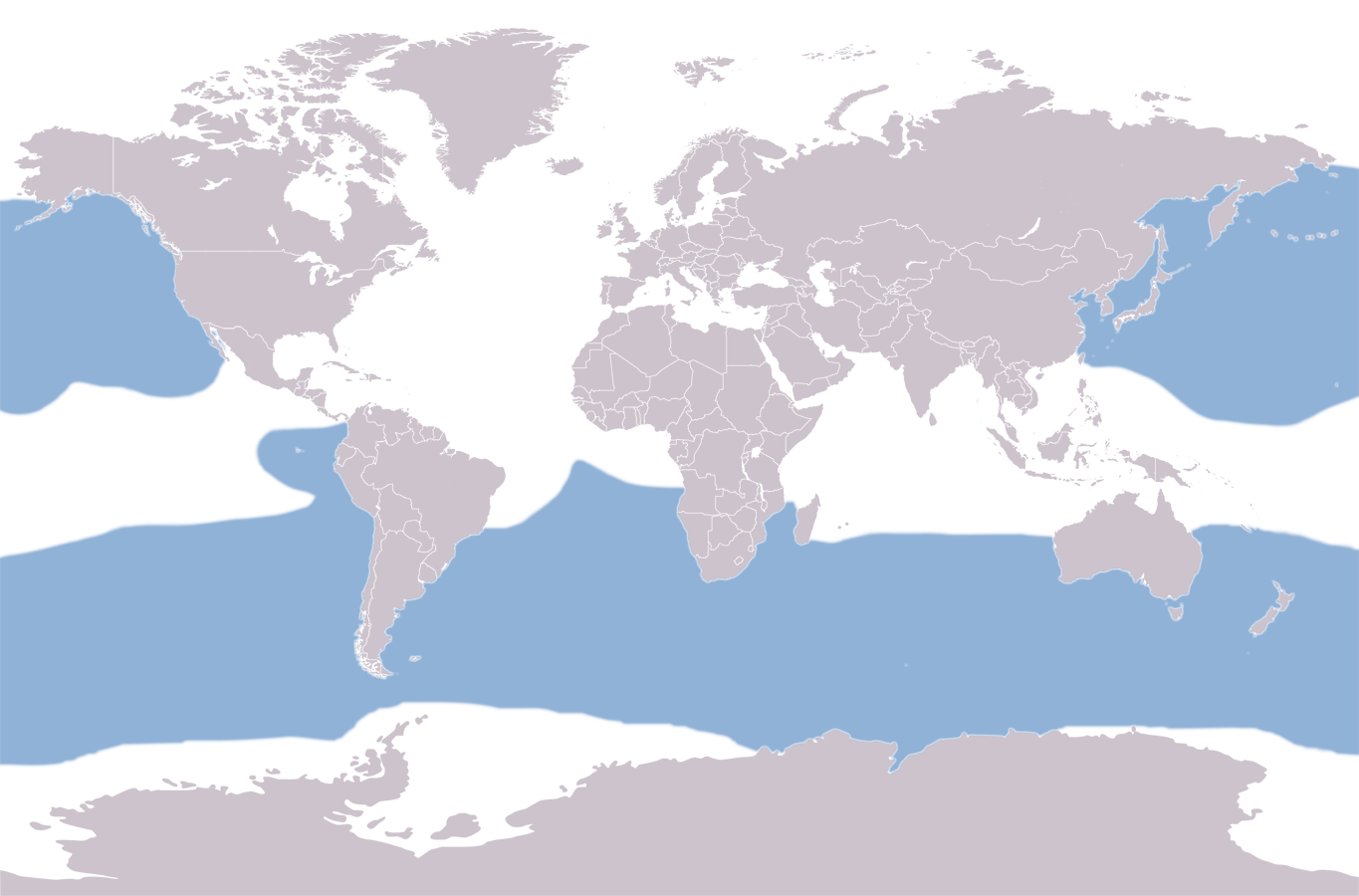
Areale della famiglia Diomedeidae (albatros), di tipo cosmopolita
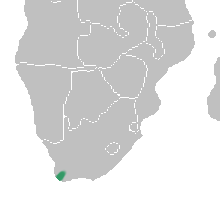
Areale del genere Evotella (Orchidaceae), endemico della regione del Capo di Buona Speranza
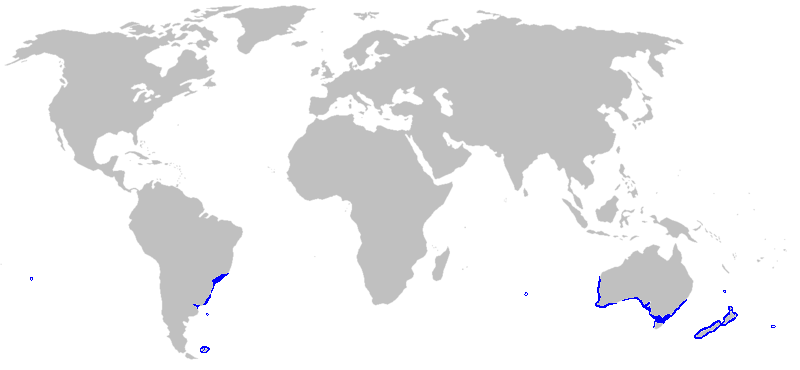
Areale del pesce Nemadactylus macropterus, di carattere gondwaniano